# 北威爾斯
北威爾斯（英語：North Wales）是威爾斯北部地區的非正式稱呼。北威爾斯一般被三個傳統區域，分別是上圭內斯、下圭內斯和安格爾西島。北威爾斯歷史悠久，是威爾斯最後一塊保持獨立的地區，現在也是威爾斯民族認同感較強的地區。威爾斯的4個世界文化遺產中，有3個位於北威爾斯。

## 歷史
歷史上，幾乎整個北威爾斯均可稱為格溫內斯（特別是西北威爾斯），格溫內斯是最後一個獨立於英格蘭的威爾士王國名稱。與威爾士其他地區相比，當地人民有更強烈的威爾士人認同感，講威爾士語的人佔總人口比例亦為威爾斯各地區中最高（尤以威爾士西北部為最高）。在盎格魯-撒克遜人入侵不列顛和七國時代，「威爾士」一詞或威爾士各個小王國（北威爾士的格溫內斯和波伊斯）的名稱更常用於描述當時的北威爾斯地區，「北威爾士」一詞則較少用，更會於罕有情況下會被用於描述整個威爾士，以區別於「西威爾士」，即今天的康沃爾。
該地區歷史悠久，是威爾士中世紀歷史的重要組成部分，從 5 世紀到 12 世紀/13 世紀，在羅馬統治英國的時期結束後，在具影響力的威爾士王國格溫內斯和波伊斯的控制下。格溫內斯王國控制了北威爾士現在通常定義的 6 個縣的大部分，包括北威爾士的所有海岸，波伊斯保留了對現代波伊斯、雷克瑟姆和弗林特郡的部分地區的控制，此外還有什羅普郡部分地區。在他們存在的 800 多年裡，他們的統治者稱自己是「不列顛人的國王」，而格溫內斯在隨後的威爾士公國的形成中扮演了領導的角色。多山的史諾多尼亞堡壘構成了公國的核心，並隨後成為獨立的中世紀威爾士最後堡壘——直到 1283 年才被愛德華一世領導下的英格蘭軍隊攻克。直到今天，它仍然是威爾士語的堡壘和威爾士民族的中心和文化認同。

## 世界遺產及生物圈保護區
該地區擁有威爾士四個聯合國教科文組織世界遺產中的三個，包括龐特卡薩魯岧水道、 威爾士西北部的板岩景觀及相關產業遺址，以及圭內斯郡愛德華國王的城堡和城牆（包括加拿分、博馬里斯、康維和哈萊克的城堡和城牆）。它還與波伊斯和錫爾迪金共同擁有威爾士唯一的聯合國教科文組織生物圈（來自促進可持續發展的人與生物圈 (MAB) 計劃）保護區，即 Dyfi 生物圈。

## 地理

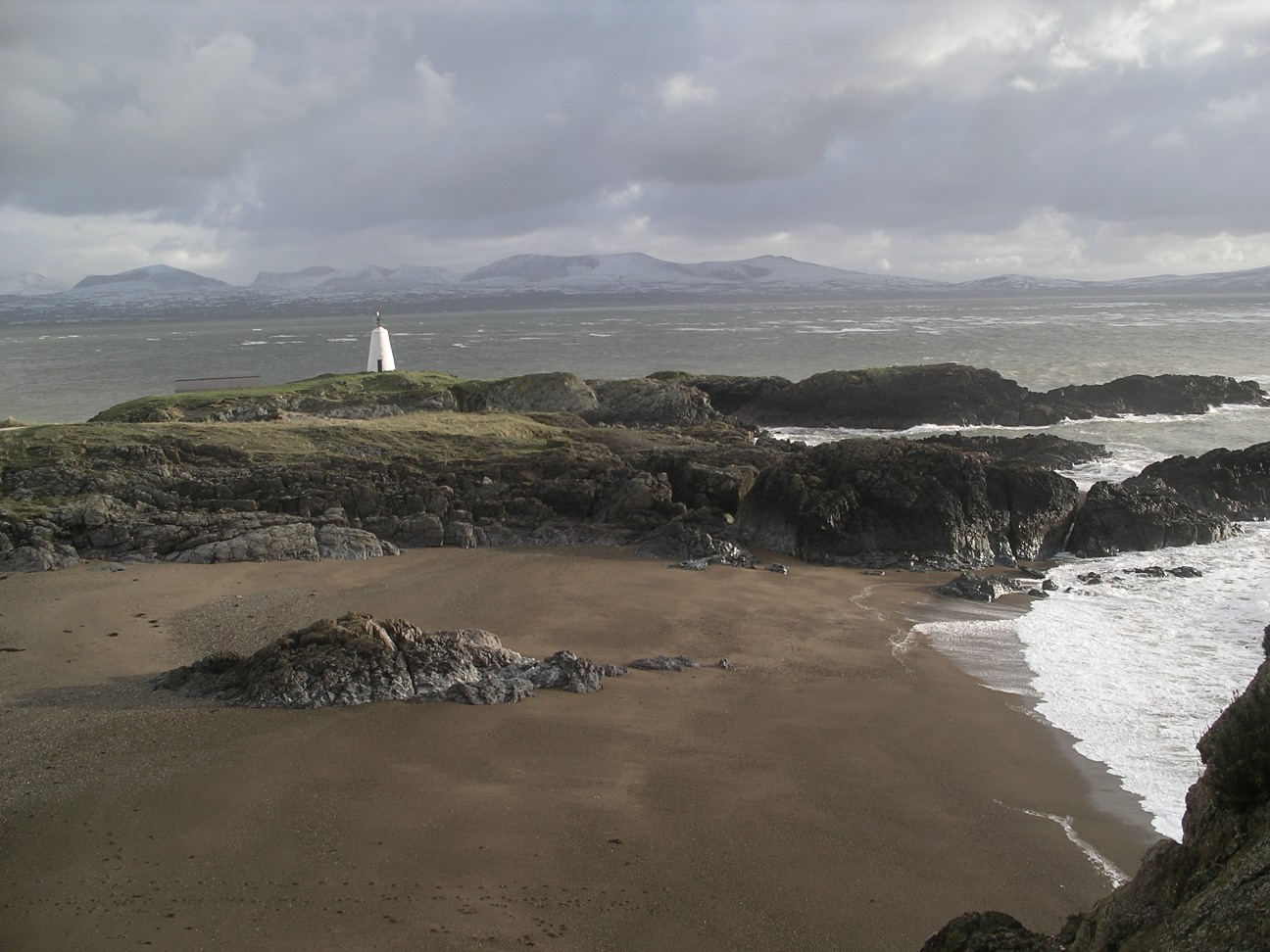
安格爾西島西南邊海岸對出的一座潮汐島及其燈塔，後方為史諾多尼亞山脈

該地區主要是農村，有許多山脈和山谷。這與其愛爾蘭海海岸相結合，意味著旅遊業是主要產業。農業曾經是該地區主要經濟產業，但農業現在於當地的重要性已大大降低。當地人口的人均收入在英國是最低的。
北威爾士東部是人口最多的地區，超過 30 萬人居住在雷克瑟姆和迪賽德周邊地區。根據 2011 年人口普查，雷克瑟姆的建成區人口為 65,692 人，是北威爾士最大的城市。北威爾士的總人口為 696,300（2017 年）。大多數其他定居點都位於沿海地區，包括一些受歡迎的度假小鎮，如萊爾、蘭迪德諾、普爾赫利和普雷斯塔廷等。當地有兩個主教座堂市鎮 - 班戈和聖亞薩，以及一些中世紀城堡（例如多巴達恩、多爾威澤蘭、加拿分、博馬里斯、康威和哈萊克等）。北威爾士的面積約為 6,172 平方公里，略大於汶萊或巴厘島。
威爾斯最高的山峰是位於當地、威爾士西北部的斯諾登山。

## 交通

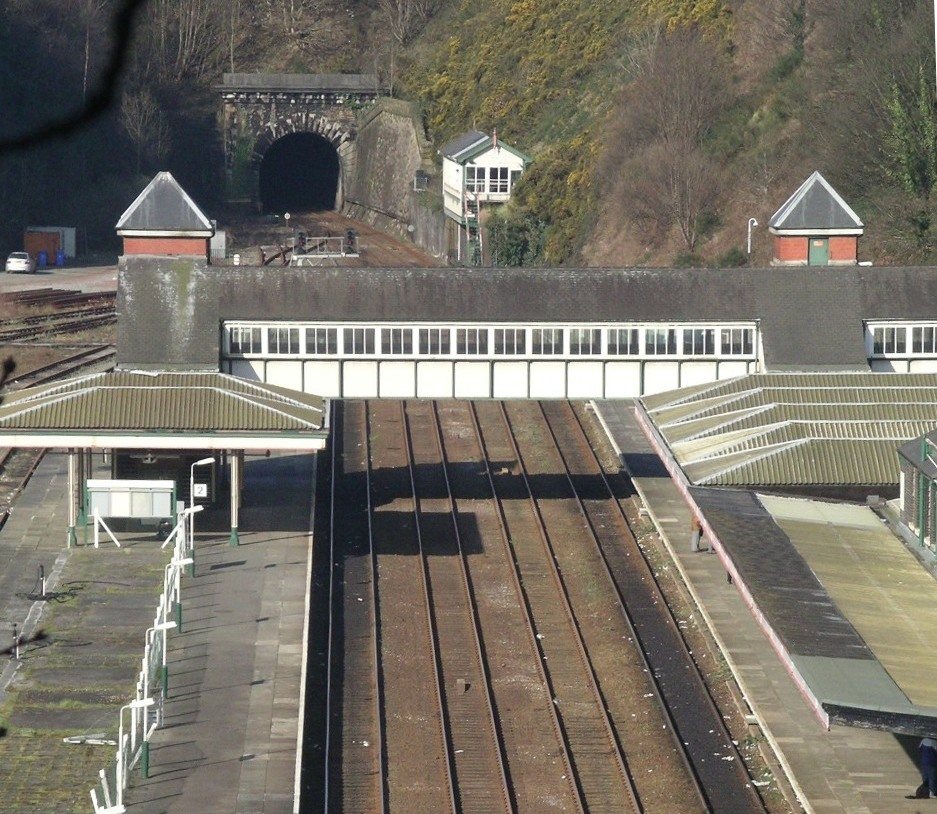
從班戈山望向班戈火車站

### 陸路
北威爾斯當地並沒有任何高速公路，最接近當地的高速公路為M53及M56，兩者均位於西北英格蘭。
連接倫敦及霍利黑德港的A5公路又名倫敦-霍利黑德幹道，是英格蘭及威爾斯的主要公路，全長252英里（406公里）。

### 水上
位於安格爾西島西海岸的霍利黑德港是當地的主要商業及渡輪港口，貨運交通量為全威爾斯排名第三（僅次於米爾福德港和塔爾伯特港）。霍利黑德港亦是英國與愛爾蘭之間主要的客貨運港口，每年處理約200萬名乘客。

### 鐵路
該地區的公共鐵路網被史諾多尼亞山區分為兩部分，該兩部分分別以橫貫當地的兩條東西向主要鐵路線為中心。由於位於兩條線路之間的南北線路位處史諾多尼亞山區，客運量低，導致其關閉，因此目前該地區已沒有南北向鐵路線連繫山區兩邊。公共鐵路網絡由英國鐵路網公司管理和維護。歷史上，該地區曾擁有更廣泛的鐵路網絡，線路之間曾有更強的連繫，與威爾斯中、南部的連接也較現在多。然而，由於乘客數量下降、汽車出現等因素，導致比欽於1960年代削減當地的鐵路網絡。許多前鐵路走廊被道路基礎設施所取代。遍布該地區的眾多遺產鐵路揭示了當地以前的鐵路網比現在更為發達。
當地鐵路目前主要的運營商是威爾士交通鐵路（一家由威爾士政府擁有的公司）。部分來自霍利黑德和雷克瑟姆、經西海岸主線到倫敦尤斯頓的列車服務則由Avanti 西海岸提供。
截至 2020 年，當地北部 6 個主要地區內有 66 個火車站，其中 2 個屬威爾士最繁忙的 20 個車站：萊爾和班戈站。 其中 41 個火車站是北威爾士線路的車站，而其餘 25 個是中威爾士線路的車站，特別是坎布里安線的車站。北威爾士共有5條鐵路線：北威爾士海岸線、什魯斯伯里—切斯特線、康維谷線、邊境線（北威爾士海岸線的一部分）和坎布里安線。 2018-19 年，所有 5 條路線、66 個車站有合共約 5,295,602 次使用人次。